# لبخند مادر من
لبخند مادر من (انگلیسی: My Mother's Smile) فیلمی ایتالیایی به کارگردانی مارکو بلوکیو است که در سال ۲۰۰۲ منتشر شد. از بازیگران آن می‌توان به سرجو کاستلیتو، کیارا کنتی و رنتسو روسی اشاره کرد.